# Robert Wiktorowitsch Merkulow
Robert Wiktorowitsch Merkulow (russisch Роберт Викторович Меркулов; * 9. August 1931 in Moskau; † 6. November 2022) war ein sowjetischer Eisschnellläufer.

## Leben
Robert Merkulow wuchs mit seinen beiden zwei Brüdern ohne Vater auf. Als Kind verletzte er sich schwer an der Leber und verbrachte einige Zeit im Krankenhaus. Bis 1948 besuchte er eine Schule in Samoskworetschje und machte an einer Fachschule eine Lehre zum Schlosser. Während dieser Zeit begann er mit dem Eisschnelllauf. 1954 belegte er bei den nationalen Meisterschaften den 3. Platz über 5000 und 10.000 m. Des Weiteren belegte Merkulow bei den Mehrkampfweltmeisterschaft den 8. Platz. Bei den Olympischen Winterspielen 1956 wurde Merkulow über 1500 m Fünfter. Erfolgreicher hingegen war er im gleichen Jahr bei der Mehrkampfweltmeisterschaft in Oslo, wo er Silber gewann. 1959 wurde Merkulow sowjetischer Meister und gewann bei der Mehrkampfweltmeisterschaft, die erneut in Oslo ausgetragen wurde, Bronze. Wiederum in der norwegischen Hauptstadt gewann er bei der Mehrkampfeuropameisterschaft 1962 die Goldmedaille.